# 수신 (신)
수신(禭神/禭神)은 고구려에서 숭배하던 신이다.
수신(禭神/禭神)은 동굴신, 또는 곡물신이로 풀이되며, 고구려의 시조인 주몽과 그의 어머니인 유화 부인을 수신과 동일한 존재로 여겨졌다.
수신이 고구려의 동쪽에 있는 수혈이라 동굴에 있다고 믿었으며, 동맹제를 지낼 때 고구려의 왕이 직접 제사를 지냈다.